# Aleš Fajdiga
Aleš Fajdiga, slovenski hokejist, * 2. oktober 1978, Ljubljana.
Fajdiga je kariero začel pri klubu HK Slavija v sezoni 2000/2001, za katerega je igral tako v mednarodni, kot tudi slovenski ligi. V obeh tekmovanjih je sodeloval tudi v sezoni 2001/2002, ko je prestopil v Olimpijo Hertz Ljubljana, v sezonah 2002/2003 in 2003/2004 pa je igral za HDK Maribor v slovenski ligi. Skupno je odigral dvainosemdeset tekem, na katerih je dosegel petintrideset golov in devetindvajset podaj, zabeležil pa je tudi dvestotri kazenske minute. 

## Pregled kariere
Odebeljeno - reprezentančni nastopi, glej tudi Statistika pri hokeju na ledu.
| Moštvo       | Liga            | Sezona |    | Redni del | Redni del | Redni del | Redni del | Redni del | Redni del |   | Končnica | Končnica | Končnica | Končnica | Končnica | Končnica |
| ------------ | --------------- | ------ | -- | --------- | --------- | --------- | --------- | --------- | --------- | - | -------- | -------- | -------- | -------- | -------- | -------- |
| Moštvo       | Liga            | Sezona | OT | G         | P         | T         | +/-       | KM        | OT        | G | P        | T        | +/-      | KM       |          |          |
| HK Slavija   | Slovenska liga  | 00/01  |    | 13        | 1         | 2         | 3         |           | 8         |   |          |          |          |          |          |          |
| HK Slavija   | Mednarodna liga | 00/01  |    | 5         | 1         | 2         | 3         | +4        | 2         |   |          |          |          |          |          |          |
| HDD Olimpija | Mednarodna liga | 01/02  |    | 12        | 3         | 1         | 4         | +5        | 2         |   |          |          |          |          |          |          |
| HDD Olimpija | Slovenska liga  | 01/02  |    | 14        | 9         | 4         | 13        |           | 2         |   |          |          |          |          |          |          |
| HDK Maribor  | Slovenska liga  | 02/03  |    | 21        | 10        | 12        | 22        |           | 115       |   |          |          |          |          |          |          |
| HDK Maribor  | Slovenska liga  | 03/04  |    | 17        | 11        | 8         | 19        |           | 74        |   |          |          |          |          |          |          |
| Skupaj       |                 |        |    | 82        | 35        | 29        | 64        | +9        | 203       |   |          |          |          |          |          |          |